# Roeselia minor
Roeselia minor är en fjärilsart som beskrevs av Dyar 1899. Roeselia minor ingår i släktet Roeselia och familjen trågspinnare. Inga underarter finns listade.